# The Oxbow
View from Mount Holyoke, Northampton, Massachusetts, after a Thunderstorm (bedst kendt under navnet The Oxbow) , er et landskabsmaleri fra 1836 af den amerikanske kunstmaler Thomas Cole (1801-1848).
Cole grundlagde The Hudson River School, en amerikansk kunstnerbevægelse bestående af en gruppe landskabsmalere, hvis udtryk og æstetik var påvirket af romantikken. Bevægelsen er navngivet efter malernes motivvalg, som er Hudson River Valley og det omkringliggende land.
Maleriet gengiver et romantisk panorama over Connecticut River Valley lige efter et tordenvejr. Det bevæger sig fra venstres sides mørke vildnis med væltede træstammer på forrevne klipper og mørke, voldsomme regnskyer, til det fredfyldte, opdyrkede landskab til højre, som grænser op til floden, der slynger sig af sted i ro og mag. Maleriet er blevet fortolket som en konfrontation mellem vildmarken og civilisationen.